# Interkontinentální pohár 1977
Sedmnáctý ročník Interkontinentálního poháru byl odehrán ve dnech 21. března 1978 a 1. srpna 1978. Ve vzájemném dvouzápase se střetli finalista Poháru mistrů evropských zemí ročníku 1976/77 - Borussia Mönchengladbach a vítěz Poháru osvoboditelů ročníku 1977 - CA Boca Juniors. Německý klub v souboji nahradil vítěze PMEZ Liverpool FC, který účast v poháru odmítl.

## 1. zápas
| 21. března 1978             |        |                                |                                                                          |
| CA Boca Juniors             | 2 : 2  | Borussia Mönchengladbach       | La Bombonera, Buenos Aires diváci: 60.000 rozhodčí: Nikola Milanov Dudin |
| Mastrángelo 16' Ribolzi 51' | report | 24' Wilfried Hannes 29' Bonhof | La Bombonera, Buenos Aires diváci: 60.000 rozhodčí: Nikola Milanov Dudin |

## 2. zápas
| 1. srpna 1978            |        |                                     |                                                                   |
| Borussia Mönchengladbach | 0 : 3  | CA Boca Juniors                     | Wildparkstadion, Karlsruhe diváci: 38.000 rozhodčí: Roque Cerullo |
|                          | report | 2' Felman 33'Mastrángelo 37'Salinas | Wildparkstadion, Karlsruhe diváci: 38.000 rozhodčí: Roque Cerullo |

## Vítěz
| Interkontinentální pohár 1977 CA Boca Juniors (1. vítězství) |